# Nalivpero
Nalivpero je vrsta pisaćeg pribora za pisanje i crtanje tekućim bojama. Tinta iz spremnika do vrha olovke dospiijeva djelovanjem kapilarnosti. Kroz vršak pera nanosi se na papir.

## Vanjske poveznice
- Webstranica TOZ Penkala